# تاداهيرو كوساكا
تاداهيرو كوساكا (باليابانية: 小坂忠広) هو منافس ألعاب قوى ياباني، ولد في 10 فبراير 1960.

## وصلات خارجية
- تاداهيرو كوساكا على موقع الاتحاد الدولي لألعاب القوى (الإنجليزية)
- تاداهيرو كوساكا على موقع أوليمبيديا (الإنجليزية)